# Agnesa Vuthaj
Agnesa Vuthaj (Istog, 8 febbraio 1986) è una modella kosovara, vincitrice del titolo di Miss Kosovo 2003 e Miss Albania 2004.

## Carriera
Agnesa Vuthaj inizia la sua carriera nei concorsi di bellezza a Peja, dove viene incoronata Miss Peja 2003 il 19 ottobre 2003. In seguito partecipa al concorso nazionale Miss Kosovo, dove si classifica al primo posto il 10 novembre 2003. In quell'occasione le vengono riconosciuti anche i titoli di Miss Press 2003 e Miss Audience 2003.
In seguito, il 5 maggio 2004, partecipa e vince a Miss Albania 2004. Dopo la vittoria dei titoli di Miss Kosovo e Miss Albania, rappresenta l'Albania a Miss Mondo 2004 in Cina, ed a Miss Universo 2005 in Thailandia.
Successivamente ha lavorato nella giuria di vari concorsi di bellezza, fra cui Miss Terra ed ha partecipato al Dubai Shopping Festival nel 2005, insieme ad altre dieci concorrenti di Miss Mondo, ed ha fondato l'agenzia Agnesa Vuthaj Associates, in cui occupa della preparazione delle concorrenti dei concorsi di bellezza.